# Monda (község)
Monda egy község Spanyolországban, Málaga tartományban. Monda Ojén, Istán, Tolox, Guaro és Coín községekkel határos. Lakosainak száma 2981 fő (2024).

## Népesség
A település népessége az elmúlt években az alábbi módon változott:
| Lakosok száma | 1698 | 1974 | 2258 | 2410 | 2523 | 2375 | 2475 | 2594 | 2844 | 2981 |
|               | 2001 | 2004 | 2007 | 2009 | 2012 | 2014 | 2017 | 2019 | 2022 | 2024 |